# 血腫
血腫，是疾病或創傷（包括受傷或手術）所導致的局部性血管外出血，並可能伴隨著血液繼續從破裂的微血管渗出。血腫是良性的。最初，它以液態的形式散布在組織之間（包括組織間的囊狀空腔中），在重新被吸收進入血管之前，這些血液在這些位置可能凝結並固化。瘀斑（ecchymosis）指的是大於10 ｍｍ的皮膚血腫。
它們可能出現在身體許多部位之間或之內，例如皮膚和其他臟器、結締組織、骨骼、關節與肌肉。
抗凝血劑（血液稀釋劑）可能會加重血液在血腫部位的聚積（甚是出血）。通過肌肉途徑給予肝素，可能會造成滲血或者血液聚積。為了避免這種情況，必須透過靜脈內或者皮下途徑給予肝素。
注意勿將血腫（hematoma）與血管瘤（hemangioma）混淆，血管瘤是皮膚內或內臟中異常增生/生長的血管。

## 跡象和症状

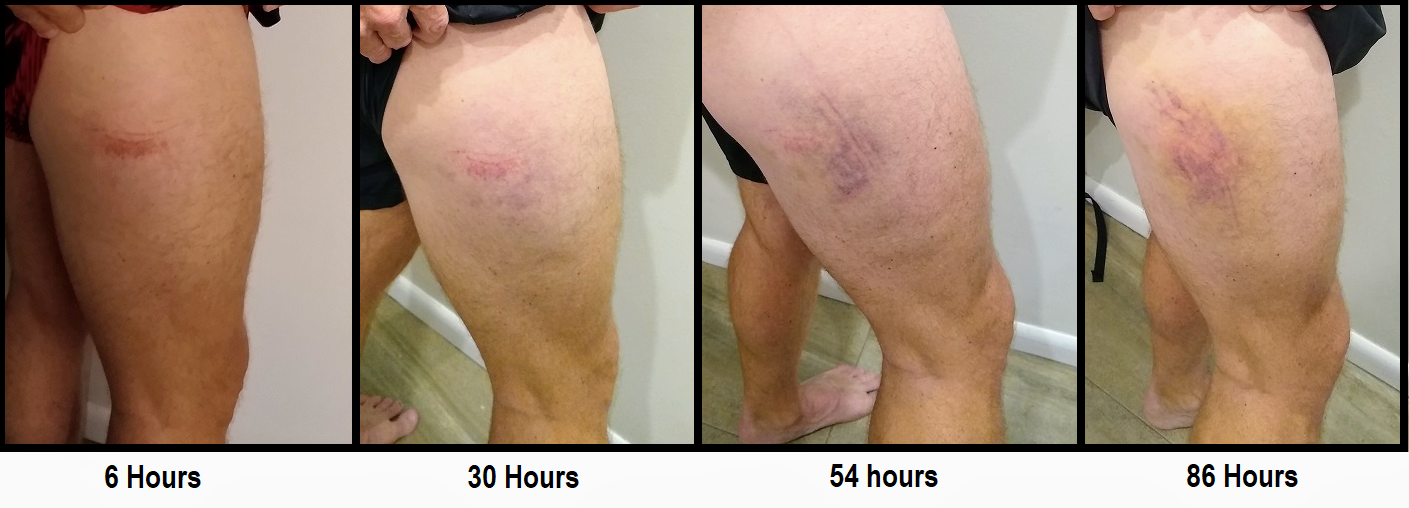
在創傷後6到86小時， 股外側肌（vastus lateralis muscle）上肌肉內血腫的進展。

某些在皮膚表面下的血腫是可見的（通常稱為瘀傷），或是可能如同腫塊一般被感覺到。腫塊可能是由於血液被筋膜區隔出的一個囊狀、皮下、或肌肉內的空間所限制住而形成。這是一種重要的解剖構造，有助於防止創傷進一步造成更大量的血液流失。在多數情況下，血腫（例如充滿血的囊狀構造）最終會溶解。然而，在某些情況下（例如由於滲血或沒有變化），血腫可能會繼續增大。如果血囊始終沒有消失，就可能需要以外科手術清除或修復。
緩慢的血腫再吸收過程，可能使得被分解的血球與血紅蛋白色素移動至其他結締組織內。例如，拇指基部受傷的病人，其血腫在一周內會緩慢地移動通過整根手指。在這個過程中，重力是主要的決定因素。
位於關節處的血腫會降低局部的活動力，並表現出與骨折大致相同的症狀。
在多數情況下，將瘀血導回血流中最好的方法，是移動和運動受影響的肌肉。
有時脊椎骨中的血管瘤（hemangioma）（細胞聚積增生）或良性腫瘤，會被誤診為血腫。

## 分類

### 類型
- 皮下血腫（皮下）
- 肌肉內血腫（肌肉組織内）
- 顱骨/腦：
  - 帽狀腱膜下血腫–帽狀腱膜和骨外膜之間

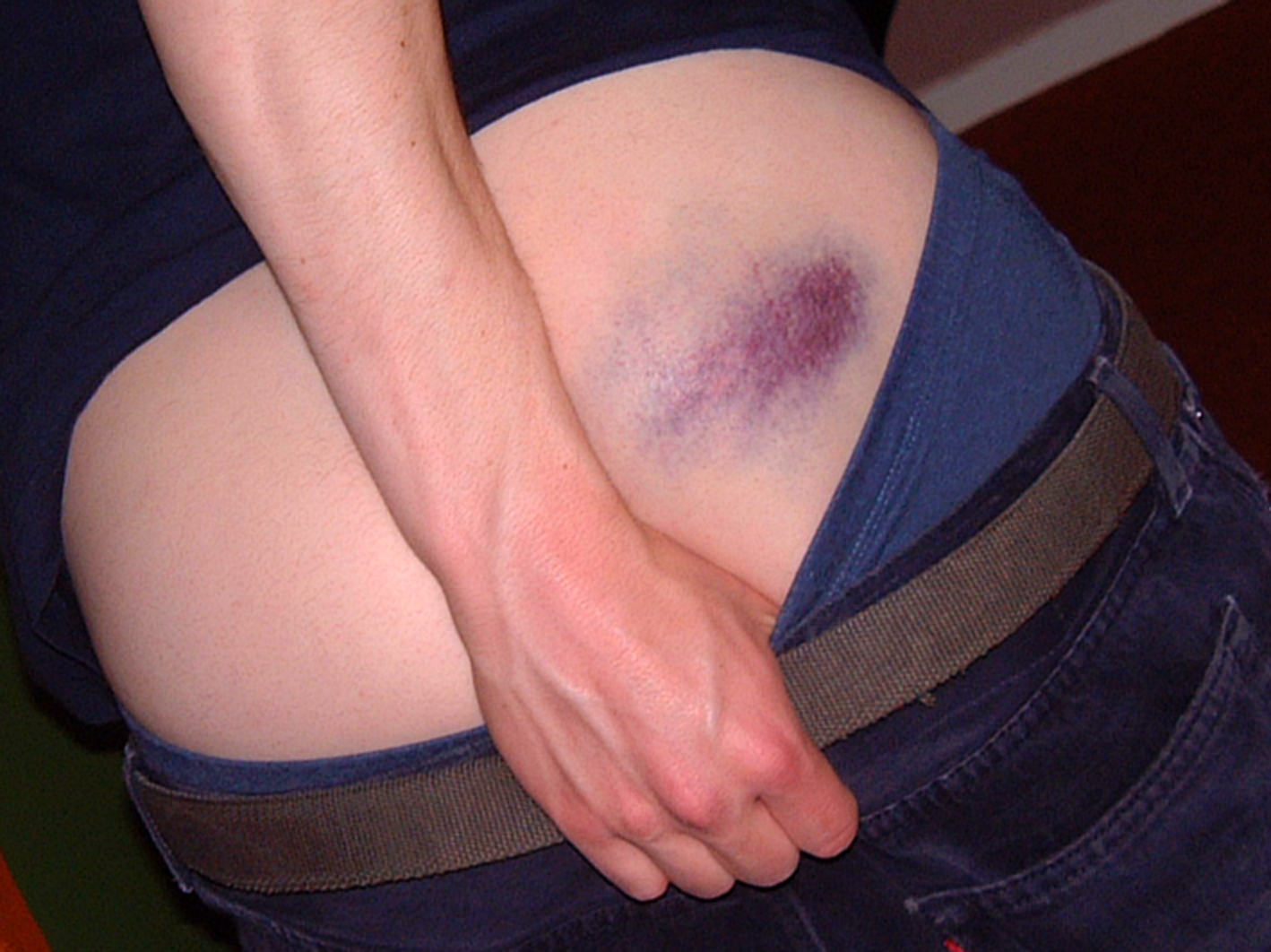
運動傷害所導致的臀部肌肉內血腫。

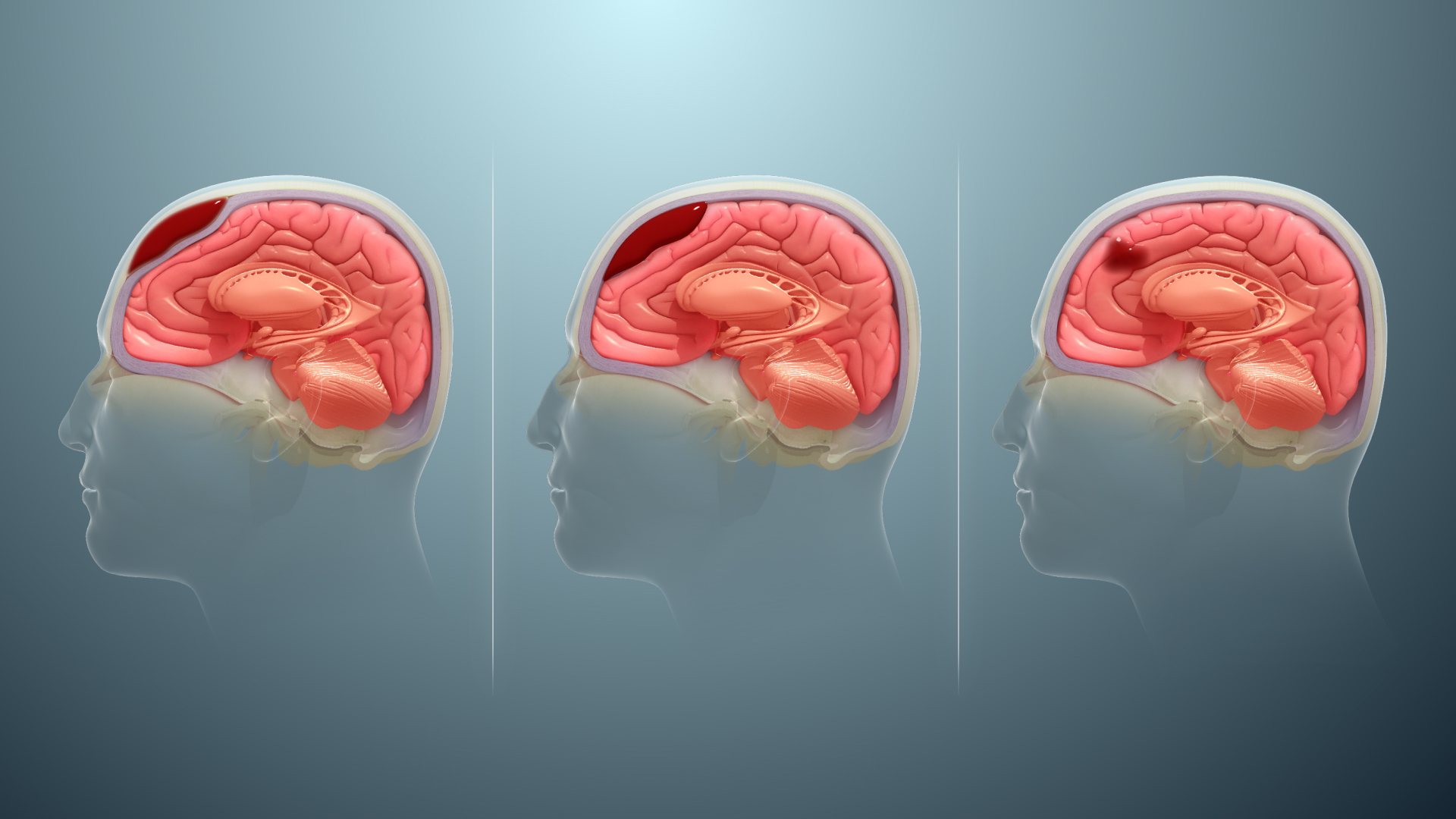
由左至右 :硬膜外血腫，硬膜下血腫，顱內血腫。

  - 頭皮血腫–骨外膜和顱骨之間。常由真空吸引分娩與頂先露分娩引起。
  - 硬膜外血腫–顱骨與硬腦膜之間
  - 硬膜下血腫–硬腦膜和蛛網膜之間
  - 蛛網膜下腔血腫-蛛網膜和軟腦膜之間（蛛網膜下腔）
  - 耳血腫–皮膚和耳軟骨層之間
- 乳房血腫（乳房）
- 軟骨膜血腫（耳朵）
- 肛門周圍血腫（肛門）
- 指(趾)甲下血腫（指甲）
- 腹直肌鞘血腫

### 程度
- 瘀點（Petechiae）–直徑小於3 mm的细小針尖狀血腫
- 紫癜（Purpura）–直徑約3到5 mm的瘀傷，通常呈圓形
- 瘀斑（Ecchymosis）–一層薄薄的皮下滲血，即直徑超過1 cm的瘀傷[4]

## 詞源
1826年開始使用英文詞彙  。此詞源自希臘文，αἷμα haima 代表血液，-ωμα-oma 後綴代表腫塊或腫瘤的名詞。

## 外部連結
- 维基共享资源上的相關多媒體資源：血腫